# Krotoszyn-Północ (gromada)
Krotoszyn-Północ – dawna gromada, czyli najmniejsza jednostka podziału terytorialnego Polskiej Rzeczypospolitej Ludowej w latach 1954–1972.
Gromady, z gromadzkimi radami narodowymi (GRN) jako organami władzy najniższego stopnia na wsi, funkcjonowały od reformy reorganizującej administrację wiejską przeprowadzonej jesienią 1954 do momentu ich zniesienia z dniem 1 stycznia 1973, tym samym wypierając organizację gminną w latach 1954–1972.
Gromadę Krotoszyn-Północ z siedzibą GRN w mieście Krotoszynie (nie wchodzącym w skład gromady) utworzono 1 stycznia 1960 w powiecie krotoszyńskim w woj. poznańskim z obszarów zniesionych gromad: Benice, Lutogniew i Krotoszyn Stary w tymże powiecie.
W 1965 gromada miała 27 członków GRN.
1 stycznia 1970 z gromady Krotoszyn-Północ wyłączono wieś Krotoszyn Stary z miejscowością Kopieczki (254,8180 ha), a także części wsi: Nowy Folwark (63,5800 ha), Osusz (46,9120 ha) i Lutogniew (5,0900 ha), włączając je do miasta Krotoszyn.
Gromada przetrwała do końca 1972 roku, czyli do kolejnej reformy gminnej. 1 stycznia 1973 w powiecie krotoszyńskim reaktywowano zniesioną w 1954 roku gminę Krotoszyn.